# Traumhochzeit
Die Traumhochzeit war eine deutsche Fernsehshow, die von 1992 bis 2000 auf dem Fernsehsender RTL ausgestrahlt und von Endemol produziert wurde. Mit bis zu 11 Millionen Zuschauern zählte die Sendung zu den beliebtesten deutschen Fernsehsendungen der 1990er Jahre. Moderiert wurde Traumhochzeit von Linda de Mol.
Insgesamt wurden bis zum Jahr 2000 auf RTL 92 Ausgaben ausgestrahlt.
Nach gelegentlichen Wiederholungen alter Folgen auf Super RTL entstand am 11. Mai 2008 im ZDF eine einmalige Neuauflage der Spielshow.
Am 21. Dezember 2012 strahlte RTL eine weitere Neuauflage der Traumhochzeit aus, moderiert von Susan Sideropoulos und Yared Dibaba. Allerdings wurde die Neuauflage nach Ausstrahlung der zweiten Folge Anfang 2013 bereits wieder eingestellt, da der Zuschauerzuspruch unter den Erwartungen lag.

## Thema der Sendung
Die Idee ist, dass sich ein Partner einer Beziehung ohne Wissen des anderen Partners für die Sendung bewirbt, der dann in eine, in Kooperation mit der Produktionsfirma ausgedachte, Situation verwickelt wird, in der er überraschend den Heiratsantrag stellt, ohne dass der andere etwas davon ahnt. Das Ganze wird mit versteckter Kamera aufgenommen und später in der Sendung öffentlich gemacht.
Die Struktur der Sendung war relativ einfach. In jeder Sendung traten drei Paare gegeneinander an, wobei es neben verschiedenen (kleinen) Preisen als Hauptpreis eine Traumhochzeit zu gewinnen gab.
Die Paare wurden nacheinander vorgestellt. In die Vorstellung integriert war der vor der Sendung mit versteckter Kamera aufgenommene Heiratsantrag. Danach erfolgte ein kurzes Gespräch mit der Moderatorin und ein erstes Spiel. Fotos mit den Gesichtern der Kandidaten haben sich durch Morphing in die von Prominenten verwandelt. Diese galt es zu erraten. Je schneller dies geschah, desto mehr Punkte gab es.
Nach dem gleichen Prinzip wurden die anderen beiden Paare vorgestellt.
Im Anschluss erfolgte die zweite Runde, in der erneut Punkte gesammelt werden konnten, nach dieser Runde schied das Paar mit der geringsten Punktzahl aus und erhielt einen Trostpreis.
Sehr beliebt für diese Runde war das sogenannte „Champagner“-Spiel, bei dem die Paare immer ein Stück aus einem Turm Champagner-Gläser nehmen mussten. Das Paar, bei dem der Turm fiel, schied aus.
Legendär war auch das Tortenspiel: Ein Paar tippt, wie viele (höchstens 10) Antworten es auf eine Frage (z. B. romantische Städte, Kopfbedeckungen des Brautpaares usw.) glaubt zu wissen. Wenn das andere Paar mit einer Antwort mehr übernehmen möchte, bekommt dieses die Frage. Wenn innerhalb von 45 Sekunden die Anzahl an Antworten erfüllt werden konnte, gibt es für jede Antwort einen Punkt, sonst bekommen die Gegner die Punkte. Das Paar, das zuerst 20 Punkte hat, ist das Gewinnerpaar.
Das Zweitplatzierte Paar erhielt einen Trostpreis und das Siegerpaar durfte die Traumhochzeit vollziehen, natürlich nicht ohne angemessenes Hochzeitsgeschenk.
Teil der Sendung war auch, dass sich Braut und Bräutigam schon vor der Show ihr Hochzeitsoutfit aussuchen durften, natürlich ohne, dass der Mann das Kleid der Braut zu Gesicht bekam. In einem abschließenden Spiel, bei dem zu dem bereits gewonnenen Auto 1 Million DM zu gewinnen war, mussten sich Braut und Bräutigam eine genau vorgegebene Zeit lang küssen (Millionenkuss), was kein Paar in Deutschland schaffte.
Der Höhepunkt der Show war, wenn die Braut in ihrem Brautkleid die Treppe hinabstieg. Direkt im Studio wurde dann eine „Showhochzeit“ vor den Studio-Gästen und den Freunden und Verwandten des Paares abgehalten. In den ersten Jahren der Show gab es keine Trauung im Studio. Der Preis war hier auch kein Auto, sondern „nur“ eine Zimmereinrichtung. Das Paar setzte sich anschließend in einen Rolls-Royce und fuhr zur Trauung. Es wurden teilweise Bilder hinter den Kulissen gezeigt und in der nächsten Sequenz war die echte Zeremonie der beiden im Standesamt zu sehen. Diese Zeremonie musste nochmal in Deutschland wiederholt werden, da es ein deutscher Standesbeamte war, der in den Niederlanden die Trauung abhielt. Dies war nach deutschem Recht unwirksam.